# Phare de Borkum
Le phare de Borkum (en allemand, Borkum Großer Leuchtturm, « grand phare de Borkum » ou Neuer Leuchtturm, « nouveau phare ») est un phare actif situé sur l'île de Borkum, en Basse-Saxe, Allemagne. Il se trouve dans le Parc national de la mer des Wadden de Basse-Saxe.

## Description
D'une hauteur de 60 m (197 pieds), c'est l'un des 30 plus hauts phares traditionnels du monde, et le troisième parmi les phares construits en briques.
Bâti sur l'île de Borkum, il signale l'approche de l'estuaire de l'Ems et du port d'Emden, servant aussi d'amer le jour.
Sa lanterne, située à 46 m (151 pieds), émet trois faisceaux de lumière continus dans trois directions différentes, chacun d'une couleur (blanc, rouge, vert).
La tour a été construite en 1879 dans le temps record de six mois, en incendie ayant détruit l'ancien phare.
Le site est ouvert au public, et le phare visitable d'avril à octobre.
Identifiant : ARLHS : FED-009 - Amirauté : B0970 - NGA : 114-10032 .
|              |
| Vue aérienne |

|             |
| La lanterne |